# Шишко-Богуш, Адольф
Адольф Шишко-Богуш (пол. Adolf Szyszko-Bohusz) — польский архитектор, реставратор, педагог.

## Биография
Родился в 1883 году в городе Нарва (Эстония) в семье Поликарпа Шишко-Богуша, железнодорожного инженера и Марцелины Жонсьницкой (Marcelina Rząśnicka), архитектора. В 1894 году поступил в гимназию в Таллине. В 1902 окончил гимназию в Санкт-Петербурге с золотой медалью. В том же году поступил на архитектурный факультет Высшего художественного училища при Императорской Академии художеств, в 1909 окончил с отличием. Получил стипендию, благодаря которой смог продолжить обучение в Вене, Праге и Берлине.
В 1910 году поселился в Кракове. В 1912 году получил право на самостоятельное проектирование и ведение строительных работ. В том же году основал в Кракове личное проектное бюро. Тогда же избран доцентом в Краковской академии искусств. В академии занимал должность секретаря Комиссии истории искусства. В середине 1912 года переехал во Львов, где основал и возглавил кафедру современной архитектуры. В том же году её переименовали в кафедру архитектуры. Во Львове стал членом Политехнического общества. Как элемент учебного процесса использовал так называемые «Семинары» по проектированию. В 1913—1914 учебном году проект студента Мечислава Жепецкого, выполненный в рамках семинара, получил первое место на конкурсе недорогих домов Антоколя в Вильно.
В 1915 поступил на службу в армию. В 1916 вернулся во Львов, позже возглавил реставрационные работы Вавельского замка, во время которых обнаружил остатки романской часовни Пресвятой Девы Марии, которая стала предметом его диссертации. В 1919 году в Львовской политехнике получил степень доктора технических наук. В 1920 году Адольф Шишко-Богуш стал профессором Ягеллонского университета, одновременно руководил кафедрой старинной архитектуры в Краковской академии искусств, где в течение 1924—1929 годов был ректором. С 1932 года руководитель кафедры монументальной проектирования отдела архитектуры Варшавской политехники. Во время Второй мировой войны работал чертежником в частном немецком бюро, вело работы в Вавеле. Член Тайного вавельского комитета. В его собственности находилась Вилла Башня, и когда губернатор Краковского дискрикта Отто Густ Вехтер хотел получить её для своей летней резиденции, Шишко-Богушу было предложено сдать её в аренду или переехать в другое место, Шишко-Богуш не согласился на предложение и 19 декабря 1940 года был арестован по сфабрикованным причинам. Позже был освобождён, и в первой половине 1941 года начал работать над проектом будущего замка Вантерберг. Проект замка был стилизован под средне-рейнские замки эпохи романтизма. С Шишко-Богушем над проектом также работали австрийские архитекторы Рихард Пфоб и Ганс Петермайн. В 1945 году стал одним из создателей кафедры архитектуры Горной академии в Кракове и стал первым деканом.
Был членом жюри конкурса проектов здания общества «Сокол IV» на углу улицы Лычаковской и нынешней Нежинской во Львове (1914) Участвовал в конкурсе проектов памятника в честь объединения польских земель в Гдыне (1931). Редактор журналов «Архитектор» и «Голос художников».

## Работы
- Вилла Башня;
- Дом имени Юзефа Пилсудского;
- Замок президента Польши.
- Дом работников Почтовой Сберегательной Кассы (PKO) (Краков, Mikołaja Zyblikiewicza 5), 1923-27
- Здание Почтовой Сберегательной Кассы (PKO) (Краков, Wielopole 19-21), 1922-25

## Награды
Отмечен Офицерским крестом Ордена возрождения Польши (1921), Командорским крестом того же ордена (1928), Крестом Заслуги (1931).

## Память
- Именем Шишко-Богуша названы улицы в Кракове в районе Пшегожалы.